# Ousmane Diomande
Ousmane Diomande (* 4. prosince 2003) je profesionální fotbalista z Pobřeží slonoviny, který hraje na pozici středního obránce za portugalský klub Sporting CP a za národní tým Pobřeží slonoviny.

## Klubová kariéra

### Midtjylland
Diomande je mládežnickým produktem klubu OS Abobo, do kterého vstoupil ve věku 10 let. V lednu 2020 přestoupil do mládežnické akademie dánského klubu FC Midtjylland.
Diomande přišel 5. srpna 2022 na sezónní hostování do portugalského klubu Mafra. Následující den si odbyl svůj profesionální debut v dresu Mafry při prohře 3:1 v Segunda Lize s Oliveirense 6. srpna 2022.

### Sporting
Díky působivým výkonům v dresu Mafry bylo Diomandeho hostování v polovině sezóny zkráceno a 31. ledna 2023 přestoupil do klubu Primeira Ligy Sporting CP, kde podepsal smlouvu do června 2027 za poplatek 7,5 milionu eur, který by se s bonusy mohl zvýšit až na 12,5 milionu eur. Midtjylland také dostane 20 % ze zisku, který Sporting obdrží z budoucího přestupu. Diomandeho klauzule o uvolnění byla stanovena na 80 milionů eur.
Diomande debutoval v lisabonském klubu 7. února, když přišel z lavičky, aby nahradil Matheuse Reise v posledních minutách ligového vítězství 1:0 na Rio Ave. O dva týdny později si připsal svůj první start za Sporting v základní sestavě při ligovém vítězství 3:2 na hřišti Chaves, kde ho v 71. minutě nahradil Jeremiah St. Juste. Diomande debutoval na evropské scéně 9. března, když nastoupil z lavičky, aby nahradil Ricarda Esgaia v 77. minutě při domácí remíze 2:2 s Arsenalem v prvním utkání osmifinále Evropské ligy UEFA. O osm dní později, v odvetném utkání na Emirates Stadium, Diomande nastoupil a odehrál celý zápas, když Sporting remizoval 1:1 a vyřadil Arsenal v penaltovém rozstřelu. Svůj první gól za Sporting vstřelil 21. května 2023 v Lisabonském derby, když přeskočil Álexe Grimalda a hlavou poslal rohový kop Nuna Santose do sítě, čímž zvýšil skóre na 2:0 pro Sporting; Benfica však dokázala zachránit remízu 2:2. Sporting CP zakončil sezónu 2022/23 na 4. místě v Primeira Lize a kvalifikoval se do skupinové fáze Evropské ligy UEFA 2023/24.
Dne 21. září 2023 vstřelil Diomande svůj první gól v evropských soutěžích, a to vítěznou trefu v 84. minutě při vítězství 2:1 na hřišti Sturmu Graz v Evropské lize UEFA.

## Reprezentační kariéra
Diomande byl v září 2023 povolán do národního týmu Pobřeží slonoviny na sadu kvalifikačních zápasů Afrického poháru národů 2023. Debutoval 9. září 2023 při výhře 1:0 nad Lesothem.
V prosinci 2023 byl Diomande jmenován do týmu Pobřeží slonoviny pro Africký pohár národů 2023. Přestože nastoupil pouze v prvních dvou zápasech skupinové fáze proti Guineji-Bissau a Nigérii, Pobřeží slonoviny nakonec turnaj 11. února vyhrálo, když ve finále porazilo Nigérii 2:1.

## Styl hry
Jako střední obránce má schopnost hrát zezadu a hnát tým dopředu, což umožňuje jeho týmu dostávat se z problémů a rychle přecházet z obrany do útoku. Jeho hlavními přednostmi jsou fyzička, přehled a rychlost, ale má také pozoruhodné vlastnosti v oblasti krátkých přihrávek, driblinku, poziční hry, předvídání a obranných zákroků.

## Statistiky

### Klubové
Platí k zápasu hranému 26. května 2024.
| Klub              | Sezóna            | Liga              | Liga   | Liga | Národní pohár | Národní pohár | Ligový pohár | Ligový pohár | Kontinentální | Kontinentální | Celkově | Celkově |
| Klub              | Sezóna            | Soutěž            | Zápasy | Góly | Zápasy        | Góly          | Zápasy       | Góly         | Zápasy        | Góly          | Zápasy  | Góly    |
| ----------------- | ----------------- | ----------------- | ------ | ---- | ------------- | ------------- | ------------ | ------------ | ------------- | ------------- | ------- | ------- |
| Mafra (hostování) | 2022/23           | Segunda Liga      | 13     | 0    | 1             | 0             | 3            | 1            | —             | —             | 17      | 1       |
| Sporting CP       | 2022/23           | Primeira Liga     | 13     | 1    | 0             | 0             | 0            | 0            | 4             | 0             | 17      | 1       |
| Sporting CP       | 2023/24           | Primeira Liga     | 26     | 2    | 3             | 0             | 1            | 0            | 8             | 1             | 38      | 3       |
| Sporting CP       | Celkově           | Celkově           | 39     | 3    | 3             | 0             | 1            | 0            | 12            | 1             | 55      | 4       |
| Celkově v kariéře | Celkově v kariéře | Celkově v kariéře | 52     | 3    | 4             | 0             | 4            | 1            | 12            | 1             | 71      | 5       |

### Reprezentační
Platí k zápasu hranému 23. března 2024.
| Národní tým       | Rok     | Zápasy | Góly |
| ----------------- | ------- | ------ | ---- |
| Pobřeží slonoviny | 2023    | 4      | 0    |
| Pobřeží slonoviny | 2024    | 4      | 1    |
| Celkově           | Celkově | 8      | 1    |

#### Reprezentační góly
Skóre a výsledky Pobřeží slonoviny jsou vždy zapsány jako první. Góly Ousmaneho Diomandeho jsou zvýrazněny.
| Gól | Datum         | Místo                                               | Soupeř       | Skóre | Výsledek | Soutěž          |
| --- | ------------- | --------------------------------------------------- | ------------ | ----- | -------- | --------------- |
| 1.  | 6. ledna 2024 | Laurent Pokou Stadium, San-Pédro, Pobřeží slonoviny | Sierra Leone | 1:0   | 5:1      | Přátelský zápas |

## Úspěchy
Sporting CP
- Primeira Liga: 2023/24

Pobřeží slonoviny
- Africký pohár národů: 2023

Individual
- Obránce měsíce Segunda Ligy: prosinec 2022/leden 2023
- Obránce měsíce Primeira Ligy: září 2023
- Tým roku Primeira Ligy: 2023/24